# تشيس بلاكبيرن
تشيس بلاكبيرن (بالإنجليزية: Chase Blackburn)‏ هو لاعب كرة قدم أمريكية أمريكي، ولد في 10 يونيو 1983 في ميريزفيل في الولايات المتحدة.

## وصلات خارجية
- تشيس بلاكبيرن على موقع مرجع كرة القدم المحترفة.كوم (الإنجليزية)